# Championnat d'Italie de rugby à XV 1935-1936
Navigation
Serie A 1934-1935 Serie A 1936-1937
Le Championnat d'Italie de rugby à XV 1935-1936 oppose les quinze meilleures équipes italiennes de rugby à XV. Le championnat débute en 1935 et se termine par une finale prévue en 1936. Il se déroule en deux temps : une première phase de quatre groupes constitués de quatre ou trois équipes disputant des matchs aller-retour où toutes les équipes se rencontrent deux fois et une phase finale par élimination où les deux premiers de chaque groupe s'affrontent en matchs aller-retour lors des quarts de finale, demi-finales, puis la finale entre les deux vainqueurs de ces demi-finales.
Le club de l'Amatori Milan est sacré champion grâce sa double victoire contre le GUF Torino en finale. Le club de Lombardie remporte son match à domicile sur le score de 11 à 3 après sa victoire 9 à 0 sur le terrain du club piémontais.

## Équipes participantes
Les quinze équipes sont réparties en quatre groupes, de la façon suivante :
| Groupe A - Amatori Milan - Rugby Torino - GUF Genova Groupe B - GUF Torino - Bersaglieri Milan - GUF Parma - GUF Milan | Groupe C - Bologne - GUF Padova - Bersaglieri Bologna - GUF Trieste Groupe D - Rugby Rome - GUF Roma - GUF Napoli - GUF Catania |

## Résultats

### Phase de groupe

#### Groupe A
| Rang | Club                | J | V | N | D | Pm | Pe | Diff | Pts |
| ---- | ------------------- | - | - | - | - | -- | -- | ---- | --- |
| 1    | Amatori Rugby Milan | 6 | 4 | 0 | 2 | 62 | 6  | +56  | 8   |
| 2    | Rugby Torino        | 4 | 1 | 1 | 2 | 9  | 36 | -27  | 3   |
| 3    | GUF Genova          | 4 | 0 | 1 | 3 | 6  | 35 | -29  | 1   |

|  | Qualifiés (no 1, no 2) |

Attribution des points :  victoire : 2, match nul : 1, défaite : 0.

#### Groupe B
| Rang | Club              | J | V | N | D | Pm | Pe | Diff | Pts |
| ---- | ----------------- | - | - | - | - | -- | -- | ---- | --- |
| 1    | GUF Torino        | 6 | 5 | 0 | 1 | 82 | 19 | +63  | 10  |
| 2    | Bersaglieri Milan | 6 | 4 | 1 | 1 | 48 | 5  | +43  | 9   |
| 3    | GUF Parma         | 6 | 1 | 1 | 4 | 19 | 71 | -52  | 3   |
| 4    | GUF Milan         | 6 | 0 | 1 | 5 | 9  | 63 | -54  | 1   |

|  | Qualifiés (no 1, no 2) |

Attribution des points :  victoire : 2, match nul : 1, défaite : 0.

#### Groupe C
| Rang | Club                | J | V | N | D | Pm | Pe | Diff | Pts |
| ---- | ------------------- | - | - | - | - | -- | -- | ---- | --- |
| 1    | Rugby Bologne       | 6 | 5 | 0 | 1 | 35 | 0  | +35  | 10  |
| 2    | GUF Padova          | 6 | 3 | 1 | 2 | 29 | 12 | +17  | 7   |
| 3    | Bersaglieri Bologna | 6 | 2 | 0 | 4 | 14 | 35 | -21  | 4   |
| 4    | GUF Trieste         | 6 | 1 | 0 | 5 | 6  | 37 | -31  | 2   |

|  | Qualifiés (no 1, no 2) |

Attribution des points :  victoire : 2, match nul : 1, défaite : 0.

#### Groupe D
| Rang | Club        | J | V | N | D | Pm  | Pe | Diff | Pts |
| ---- | ----------- | - | - | - | - | --- | -- | ---- | --- |
| 1    | Rugby Rome  | 4 | 4 | 0 | 0 | 113 | 0  | +113 | 8   |
| 2    | GUF Roma    | 4 | 1 | 1 | 2 | 12  | 49 | -37  | 3   |
| 3    | GUF Napoli  | 4 | 0 | 1 | 3 | 6   | 82 | -76  | 1   |
| 4    | GUF Catania | 0 | 0 | 0 | 0 | 0   | 0  | 0    | 0   |

|  | Qualifiés (no 1, no 2) |

Les résultats du GUF Catania sont annulés à la suite de son forfait contre le GUF Roma.

Attribution des points :  victoire : 2, match nul : 1, défaite : 0.

### Phase à élimination directe
|  | Quarts de finale      | Quarts de finale |               |          | Demi-finales | Demi-finales |  |  | Finale | Finale |
|  | Quarts de finale      | Quarts de finale |               |          | Demi-finales | Demi-finales |  |  | Finale | Finale |
|  |                       |                  |               |          |              |              |  |  |        |        |
|  |                       |                  |               |          |              |              |  |  |        |        |
|  |                       |                  |               |          |              |              |  |  |        |        |
|  | [1] Amatori Milan     | 11 \| 8          |               |          |              |              |  |  |        |        |
|  | [1] Amatori Milan     | 11 \| 8          |               |          |              |              |  |  |        |        |
|  | [8] Bersaglieri Milan | 0 \| 0           |               |          |              |              |  |  |        |        |
|  | [8] Bersaglieri Milan | 0 \| 0           | Amatori Milan | 24 \| 22 |              |              |  |  |        |        |
|  |                       |                  | Amatori Milan | 24 \| 22 |              |              |  |  |        |        |
|  |                       | Bologne          | 3 \| 0        |          |              |              |  |  |        |        |
|  | [4] Bologne           | Bologne          | 3 \| 0        | 21 \| 10 |              |              |  |  |        |        |
|  | [4] Bologne           |                  |               | 21 \| 10 |              |              |  |  |        |        |
|  | [5] GUF Roma          | 0 \| 0           |               |          |              |              |  |  |        |        |
|  | [5] GUF Roma          | 0 \| 0           | Amatori Milan | 11 \| 9  |              |              |  |  |        |        |
|  |                       |                  | Amatori Milan | 11 \| 9  |              |              |  |  |        |        |
|  |                       | GUF Torino       | 3 \| 0        |          |              |              |  |  |        |        |
|  | [3] GUF Torino        | GUF Torino       | 3 \| 0        | 14 \| 13 |              |              |  |  |        |        |
|  | [3] GUF Torino        |                  |               | 14 \| 13 |              |              |  |  |        |        |
|  | [6] Rugby Torino      | 0 \| 3           |               |          |              |              |  |  |        |        |
|  | [6] Rugby Torino      | 0 \| 3           | GUF Torino    | 8 \| 3   |              |              |  |  |        |        |
|  |                       |                  | GUF Torino    | 8 \| 3   |              |              |  |  |        |        |
|  |                       | Rugby Rome       | 3 \| 6        |          |              |              |  |  |        |        |
|  | [2] Rugby Rome        | Rugby Rome       | 3 \| 6        | 0 \| 21  |              |              |  |  |        |        |
|  | [2] Rugby Rome        |                  |               | 0 \| 21  |              |              |  |  |        |        |
|  | [7] GUF Padova        | 0 \| 0           |               |          |              |              |  |  |        |        |
|  | [7] GUF Padova        | 0 \| 0           |               |          |              |              |  |  |        |        |

## Vainqueur
| Entraîneur | Entraîneur             | Julien Saby                                                |
| Avants     | Pilier                 | Barutta, Cesani, Ghezzi                                    |
| Avants     | Talonneur              | Esposti, Norsa                                             |
| Avants     | Deuxième ligne         | Crespi, Re Garbagnati                                      |
| Avants     | Troisième ligne aile   | Maffioli, Lodigiani, Cagnoni, Tibaldi                      |
| Avants     | Troisième ligne centre | Aloisio                                                    |
| Arrières   | Demi de mêlée          | Campagna, Centinari II, Scaglia, Maestri, Caccia Dominioni |
| Arrières   | Demi d'ouverture       | Cazzini, Agosti, Sgorbati, Testoni, Visentin               |
| Arrières   | Centre                 |                                                            |
| Arrières   | Ailier                 |                                                            |
| Arrières   | Arrière                |                                                            |